# Roger Moy
Roger Moy est un footballeur français né le 25 mai 1937 à Creutzwald (Moselle) et mort le 20 octobre 2007 à Eaubonne (Val-d'Oise).

## Biographie
Cet ailier formé à l'US Forbach évolue ensuite au CORT. Il joue aussi aux Girondins de Bordeaux et au Red Star Olympique Audonien. Il termine sa carrière professionnelle en 1969. 
Il continue en amateur comme entraîneur-joueur de l'équipe de Saint-Prix. Il s'occupe ensuite des jeunes du club.
Il a gagné la coupe du val d'oise avec Saint-Prix (95)